# Oleoducto Transecuatoriano
El Oleoducto Transecuatoriano, también conocido como Sistema de Oleoducto Transecuatoriano o SOTE, es un oleoducto entre la Amazonía ecuatoriana y la Costa de ese mismo país. El oleoducto va desde la estación Lago Agrio de Petroecuador, al este de Nueva Loja (provincia de Sucumbios) hasta el Terminal Marítimo Petrolero de Balao y la refinería Esmeraldas, en la ciudad costera de Esmeraldas.
El proyecto es operado por Petroecuador y tiene una extensión de 497,7 km.

## Historia
El Oleoducto Transecuatoriano se extiende aproximadamente 500 km atravesando la Cordillera de los Andes desde Lago Agrio en la Provincia de Sucumbíos hasta la Terminal Marítimo Petrolero Balao y la refinería Esmeraldas, en la ciudad costera de Esmeraldas.  La capacidad de transporte del oleoducto de 360.000 bpd y atraviesa un escabroso terreno de montañas y elevadas alturas.
El petróleo en Ecuador fue descubierto en 1967 y poco después ya se proyectó la creación de un sistema de oleoducto transecuatoriano. De esta forma, el oleoducto empezó a operar el 22 de junio de 1972
En 1972, el oleoducto tenía capacidad de 250.000 bpd, pero debido al aumento de la producción de petróleo crudo en el Amazonas ecuatoriano, la capacidad del oleoducto se amplió a 300.000 barriles diarios en 1985 y a 325,000 barriles diarios en 1992 mediante la instalación de unidades de bombeo adicional en las estaciones de bombeo existentes. En la actualidad, la capacidad del oleoducto es de 360.000 barriles diarios.
Cuenta con seis estaciones de bombeo y cuatro estaciones reductoras de presión. Transporta el crudo producido en 24 de los 30 bloques hidrocarburíferos productivos de la Región Amazónica ecuatoriana, lo que representa el 70% del petróleo extraído en el país.
El 31 de mayo de 2013, un alud destruyó un tramo del oleoducto cerca del volcán Reventador, lo que ocasionó el derrame de 11.000 barriles de crudo al río Coca, afluente del río Napo, un importante tributario del Amazonas. A raíz de esto, el derrame puso en peligro las comunidades aguas abajo en Brasil y Perú. A medida que avanzaba aguas abajo, la película superficial contaminó temporalmente el agua potable de los 60.000 residentes de la ciudad ecuatoriana de Puerto Francisco de Orellana.
El 13 de marzo de 2025, se rompió una tubería del SOTE en el sector de El Vergel, en Quinindé en Esmeraldas. La ministra de Energía y presidenta del COE Nacional, Inés Manzano, dijo que fue un sabotaje.